# Cincuenta sombras (serie de novelas)
Cincuenta sombras es una serie de novelas eróticas escritas por la autora británica E. L. James, inicialmente una trilogía compuesta por Cincuenta sombras de Grey (2011), Cincuenta sombras más oscuras (2012) y Cincuenta sombras liberadas (2012). La serie sigue la evolución de la relación entre la recién graduada universitaria Anastasia Steele y el joven empresario Christian Grey. Christian introduce a Ana en el mundo del BDSM.
La autora ha expresado su sorpresa ante el éxito del libro: «La explosión de interés me ha tomado completamente por sorpresa». James ha descrito la trilogía de Cincuenta sombras como «mi crisis de la mediana edad, expresada en grande. Todas mis fantasías están ahí, y eso es todo». No comenzó a escribir hasta enero de 2009, como reveló mientras aún estaba activa en Fan Fiction: «Comencé a escribir en enero de 2009 después de terminar de leer la saga Crepúsculo, y no he parado desde entonces. Descubrí Fan Fiction en agosto de 2009. Desde entonces, he escrito dos fanfics y planeo hacer al menos uno más. Después de eso... ¿quién sabe?» En agosto de 2013, las ventas de la trilogía llevaron a James a encabezar la lista de Forbes de los autores que más ganaron, con ingresos de 95 millones de dólares, que incluían 5 millones por los derechos cinematográficos de Cincuenta sombras de Grey. A pesar del éxito, los libros también han sido ampliamente criticados por los críticos, especialmente el primer libro «que ha sido ridiculizado por prácticamente todos los críticos que lo han leído».
Desde 2015, la serie se ha expandido con un conjunto paralelo de novelas «contadas por Christian Grey sigue los eventos de Cincuenta sombras de Grey pero desde la perspectiva de Christian Grey, Más oscuras (2017) y Liberadas (2021) hacen lo mismo para Cincuenta sombras más oscuras y Cincuenta sombras liberadas, respectivamente.

## Sinopsis de la trama

### Trilogía original
1. Cincuenta sombras de Grey (2011)
2. Cincuenta sombras más oscuras (2012)
3. Cincuenta sombras liberadas (2012)

### Trilogía narrada por Christian
1. Grey (2015)
2. Más oscuras (2017)
3. Liberadas (2021)

## Personajes principales
- Christian Grey: Empresario de 27 años, increíblemente exitoso y rico, propietario de Grey Enterprises Holdings, Inc. Hijo adoptivo de Carrick Grey y la Dra. Grace Trevelyan Grey. Principal interés amoroso y marido de Anastasia Steele.
- Anastasia «Ana» Steele: Graduada universitaria, ex asistente personal de Jack Hyde, ahora editora de Seattle Independent Publishing y principal interés amoroso y esposa de Christian Grey.
- Elena Lincoln: Amiga de la familia y socia de Christian desde hace mucho tiempo, abusó sexualmente y sedujo a Christian como su sumiso durante 6 años hasta que él cumplió 21 años. Se la describe como una rubia platino alta, elegante, sexy y regia, y parece tener unos 40 años.
- Elliot Grey: Hijo de Carrick Grey y la Dra. Grace Trevelyan-Grey, y hermano mayor de Christian y Mia Grey. Interés amoroso de Kate Kavanagh.
- Mia Grey: Hija de Carrick Grey y la Dra. Grace Trevelyan Grey y hermana menor de Christian y Elliot.
- Katherine «Kate» Kavanagh: Mejor amiga y compañera de piso de Ana. Interés amoroso de Elliot.
- Jack Hyde: Ex editor de Seattle Independent Publishing, acosó sexualmente a Ana.
- Leila Williams: Una antigua sumisa de Christian. Intentó disparar a Ana.
- Jason Taylor: El guardaespaldas/chofer de mayor confianza de Christian y jefe del equipo de seguridad de Christian.
- Dr. Grace Trevelyan-Grey: La madre adoptiva de Christian.
- Carrick Grey: El padre adoptivo de Christian.
- Carla May Wilks: La madre de Ana.
- José Rodriguez:  Amiga íntima en la universidad de Ana Steele y Kate Kavanagh. Trabaja como fotógrafo. Enamorado de Ana.

## Recepción de la crítica
Salman Rushdie dijo sobre el libro: «Nunca he leído algo tan mal escrito que haya sido publicado. Hizo que Twilight pareciera Guerra y Paz». Maureen Dowd describió el libro en The New York Times como escrito «como una Brontë sin talento» y dijo que era «aburrido y mal escrito». Jesse Kornbluth de The Huffington Post dijo: «Como experiencia de lectura, Fifty Shades... es una triste broma, escasa de trama».
La profesora de Princeton, April Alliston, escribió: «Aunque no es una obra maestra literaria, Fifty Shades es más que una fan fiction parasitaria basada en la reciente serie de vampiros de Twilight». La escritora de Entertainment Weekly, Lisa Schwarzbaum, le dio al libro una calificación de «B+» y lo elogió por ser «único en su clase». La autora británica Jenny Colgan en The Guardian escribió «Es alegre, sumamente legible y tan dulce y seguro como puede ser el erotismo BDSM (bondage, disciplina, sadismo y masoquismo) sin contravenir la ley de descripciones comerciales» y también elogió el libro por ser «más disfrutable» que otros «libros eróticos literarios». Sin embargo, The Telegraph criticó el libro como «cliché almibarado», pero también escribió que la política sexual en Fifty Shades of Grey tendrá a las lectoras femeninas «discutiéndolo durante años».
Un crítico para el Ledger-Enquirer describió el libro como una diversión culpable y un escapismo, pero también dijo que «toca un aspecto de la existencia femenina [la sumisión femenina]. Y reconocer ese hecho, tal vez incluso apreciarlo, no debería ser motivo de culpa». The New Zealand Herald afirmó que el libro «no ganará premios por su prosa» y que «hay algunas descripciones extremadamente horribles», pero también fue fácil de leer; «(Si puedes) suspender tu incredulidad y tu deseo de - si me perdonas la expresión - abofetear a la heroína por tener tan poco respeto por sí misma, podrías disfrutarlo».
The Columbus Dispatch declaró que, «A pesar de la prosa torpe, James logra que uno dé vuelta a la página». Metro News Canadá escribió que «sufrir a través de 500 páginas del diálogo interno de esta heroína fue tortuoso, y no de la manera sexy y pretendida». Jessica Reaves, del Chicago Tribune, escribió que «el material fuente del libro no es una gran literatura», notando que la novela está «rociada liberal y repetidamente con frases estúpidas», y la describió como «deprimente». El libro obtuvo algunos elogios. En diciembre de 2012, ganó tanto en las categorías de «Ficción Popular» como «Libro del Año» en los Premios Nacionales del Libro del Reino Unido. En ese mismo mes, Publishers Weekly nombró a E. L. James la 'Persona del Año en Publicaciones', causando una «protesta del mundo literario». Por ejemplo, «¿Qué estaba pensando Publishers Weekly?» preguntó la escritora del Los Angeles Times, Carolyn Kellogg, mientras que un titular del New York Daily News decía, «La civilización termina: E.L. James nombrada 'Persona del Año' por Publishers Weekly».

### Censura y retirada de libros
En marzo de 2012, sucursales de la biblioteca pública en el Condado de Brevard, Florida, retiraron copias de Fifty Shades of Grey de sus estantes, con un funcionario declarando que no cumplía con los criterios de selección para la biblioteca y que las críticas del libro habían sido malas. Un representante de la biblioteca afirmó que esto se debió al contenido sexual del libro y que otras bibliotecas habían declinado comprar copias para sus sucursales. Deborah Caldwell-Stone de la Asociación de Bibliotecas de Estados Unidos comentó que "Si la única razón por la que no seleccionas un libro es porque desapruebas su contenido, pero hay demanda por él, surge la pregunta de si estás siendo justo. En una biblioteca pública, generalmente hay muy poco que impediría que un libro esté en el estante si hay demanda de la información". Más tarde, las bibliotecas públicas del Condado de Brevard pusieron sus copias a disposición de sus usuarios debido a la demanda pública.
En Macaé, Brasil, el juez Raphael Queiroz Campos dictaminó en enero de 2013 que las librerías en toda la ciudad debían retirar la serie por completo de sus estantes o asegurarse de que los libros estuvieran envueltos y colocados fuera del alcance de los menores. El juez afirmó que se sintió obligado a tomar tal decisión después de ver a niños leyéndolos, basando su dictamen en una ley que establece que "las revistas y publicaciones cuyo contenido sea inapropiado o inadecuado para niños y adolescentes solo pueden venderse si están selladas y con advertencias sobre su contenido".

## Adaptaciones cinematográficas
Se produjo una adaptación cinematográfica del libro por Focus Features, Michael De Luca Productions y Trigger Street Productions, con Universal Pictures y Focus Features asegurando los derechos de la trilogía en marzo de 2012. Universal también es el distribuidor de la película. Inicialmente, Charlie Hunnam fue elegido para el papel de Christian Grey junto a Dakota Johnson en el papel de Anastasia Steele, pero Hunnam renunció al papel en octubre de 2013, siendo Jamie Dornan anunciado para el papel el 23 de octubre. La película se estrenó el 13 de febrero de 2015 y fue un éxito inmediato, llegando al puesto número 1 en la taquilla con 558.5 millones de dólares. Sin embargo, las reacciones críticas fueron generalmente negativas. Después de que la primera película se estrenara en una proyección especial para los fanáticos en la ciudad de Nueva York el 6 de febrero de 2015, el director Sam Taylor-Johnson confirmó dos secuelas que se lanzarían después de la primera película, con Cincuenta sombras más oscuras estrenándose el 10 de febrero de 2017 y Cincuenta sombras liberadas el 9 de febrero de 2018.